# De Sleutels van Fort Boyard
De Sleutels van Fort Boyard was een televisieprogramma dat in 1991 werd uitgezonden door de AVRO en in 1992 werd dit in samenwerking met de BRT gedaan.
Het spelprogramma was de Nederlandse versie van het Franse programma Les Clés de Fort Boyard. Het werd opgenomen in het Fort Boyard dat voor de Franse westkust bij de plaats La Rochelle ligt. In Nederland werd het door de AVRO uitgezonden onder de titel De Sleutels van Fort Boyard. De hoge kostprijs maakte dat het programma uiteindelijk van de Nederlandse televisie verdween: in 1991 moest voor een aflevering al 350.000 gulden worden betaald. In België werd het uitgezonden op de BRT en 10 jaar later op VT4. In enkele landen is het spel ook maar kort op televisie geweest: België, Rusland, Slowakije, Israël, Tsjechië en Verenigde Staten. Van 2011 tot en met 2014 keerde het programma in afgeslankte vorm echter terug op de Nederlandse televisie, onder de titel Fort Boyard.

## Spel
Het spel werd uitgezonden in 1990/1992 bij de AVRO.
De kandidaten moesten zo veel mogelijk sleutels zien te verdienen door opdrachten uit te voeren in de cellen van het fort. Als een kandidaat niet binnen de tijd (meestal twee minuten) de cel verliet, werd hij of zij daarin opgesloten. Na drie opeenvolgende mislukte pogingen een sleutel te bemachtigen kon alsnog eentje verdiend worden door een raadsel op te lossen bij een wijze oude man, Fouras geheten, in het torentje. Als de vraag juist werd beantwoord, kreeg de kandidaat de sleutel en mocht hij/zij deze naar z'n ploeggenoten gooien; bij een onjuist antwoord of bij het niet geven van het antwoord binnen een bepaalde tijd, gooide Fouras de sleutel door het raampje in zee. De groep kreeg dan de kans om deze sleutel binnen een bepaalde tijd op te duiken. In het tweede seizoen werd de sleutel bij een fout antwoord in de toren gehouden en kon deze ook niet meer gewonnen worden. Met behulp van de sleutels kon het eindspel worden gespeeld. In het eindspel moesten de kandidaten door volgelopen gangen zwemmen naar een kooi met een schatkist. Ze mochten zoveel muntstukken uit de schatkist meenemen als ze konden dragen. Ze moesten echter wel op tijd de kooi verlaten, voordat deze dichtging en de tijgers binnenkwamen.
In het tweede seizoen met Hans Schiffers werd de finale anders gespeeld. De sleutels die gewonnen waren hadden geen rol meer in de finale maar nu was het de bedoeling om een codewoord juist neer te leggen in de tijgerkooi. Tijdens het zwemmen door de gangen kwam men een woord/zin tegen en het was de bedoeling dat de kandidaat dit in de kooi nog wist te onthouden. Dit woord kon door middel van kogels op een lettervloer neergelegd worden die in de tijgerkooi lag. Als het woord juist was, viel het geld en ging het hek open; was het echter fout, dan viel het geld maar ging het hek direct dicht en mocht men alleen nog maar het geld binnenhalen door eenmalig terug te zwemmen. Dit terugzwemmen moest ook binnen twee minuten gebeuren, was dit niet het geval dan was alles verloren.
In het tweede seizoen kon echter maar één team de finale spelen omdat het toen met twee teams werd gespeeld. De verliezers mochten de zogenoemde 'dodensprong' spelen. Een kandidaat moest met behulp van een elastiek bovenaan het fort gaan staan, moest dan naar beneden springen en, eenmaal boven aangekomen tijdens de sprong, moest men een sleutel vangen die daar in de lucht hing. Lukte dit, dan was er een troostprijs van 2500 gulden.
Het winnende team kon maximaal 75.000 gulden winnen. Dat is echter nooit gelukt; het hoogst behaalde bedrag was rond de 49.000 gulden.
Bij de Nederlandse editie is er nooit iemand vast komen te zitten in de schatkamer/tijgerkooi, echter bij de Franse editie is dit wel een keer gebeurd, en bij de Russische versie in 2006. De tijgers worden in dit geval niet losgelaten en de kandidaat kan ontsnappen via een 'nooduitgang', máár op deze overtreding staat wel de zwaarste straf; al het gewonnen geld verdwijnt de grond in.

## Medewerkers
Het eerste jaar werd De Sleutels van Fort Boyard gepresenteerd door Bas Westerweel en Ria Visser; het tweede jaar betrof het een strijd tussen een Nederlands en een Vlaams team en werd gepresenteerd door Hans Schiffers en Alexandra Potvin. Het team met de meeste sleutels mocht het finalespel in de tijgerkooi spelen. Ze werden geassisteerd door twee kleine mensen: Passe-Partout (André Bouchet) en Horloge (Alain Prévost). De oude, wijze man (in de Franse versies Père Fouras, maar in Nederlandse versie "de torenwachter" genoemd) werd gespeeld door Jan Wegter.

## Terugkeer Fort Boyard
Na afwezigheid van negentien jaar zond de AVRO in de periode 2011-2014 een nieuwe serie uit onder de naam Fort Boyard. Het format van het programma was iets aangepast.